# Calycosia callithrix
Calycosia callithrix är en måreväxtart som beskrevs av Albert Charles Smith. Calycosia callithrix ingår i släktet Calycosia och familjen måreväxter. Inga underarter finns listade i Catalogue of Life.